# Matsäcktjärnen (Hällesjö socken, Jämtland)
Matsäcktjärnen är en sjö i Bräcke kommun i Jämtland och ingår i Ljungans huvudavrinningsområde. Sjön har en area på 0,0418 kvadratkilometer och ligger 432,1 meter över havet.

## Delavrinningsområde
Matsäcktjärnen ingår i det delavrinningsområde (698423-149971) som SMHI kallar för Inloppet i Gastsjön. Medelhöjden är 397 meter över havet och ytan är 12,91 kvadratkilometer. Det finns ett avrinningsområde uppströms, och räknas det in blir den ackumulerade arean 28,89 kvadratkilometer. Ansjöån som avvattnar avrinningsområdet har biflödesordning 4, vilket innebär att vattnet flödar genom totalt 4 vattendrag innan det når havet efter 166 kilometer. Avrinningsområdet består mestadels av skog (83 procent). Avrinningsområdet har 0,51 kvadratkilometer vattenytor vilket ger det en sjöprocent på 4 procent.